# Łukowica (gemeente)
De gemeente Łukowica is een landgemeente in het Poolse woiwodschap Klein-Polen, in powiat Limanowski.
De zetel van de gemeente is in Łukowica.
Op 30 juni 2004 telde de gemeente 9186 inwoners.

## Oppervlakte gegevens
In 2002 bedroeg de totale oppervlakte van gemeente Łukowica 69,71 km², waarvan:
- agrarisch gebied: 65%
- bossen: 25%

De gemeente beslaat 7,32% van de totale oppervlakte van de powiat.

## Demografie
Stand op 30 juni 2004:
| Omschrijving                   | Totaal | Totaal | Vrouwen | Vrouwen | Mannen | Mannen |
| ------------------------------ | ------ | ------ | ------- | ------- | ------ | ------ |
| eenheid                        | aantal | %      | aantal  | %       | aantal | %      |
| inwoners                       | 9186   | 100    | 4624    | 50,3    | 4562   | 49,7   |
| bevolkingsdichtheid (inw./km²) | 131,8  | 131,8  | 66,3    | 66,3    | 65,4   | 65,4   |

In 2002 bedroeg het gemiddelde inkomen per inwoner 1509,69 zł.

## Administratieve plaatsen (sołectwo)
Jadamwola, Jastrzębie, Łukowica, Młyńczyska, Owieczka, Przyszowa (sołectwa: Przyszowa I en Przyszowa II 'Berdychów'), Roztoka, Stronie, Świdnik.

## Aangrenzende gemeenten
Kamienica, Limanowa, Łącko, Podegrodzie
- Nationale Bibliotheek van Polen: a0000003409164
- Virtual International Authority File: 73146634472241932276